# Robinson (Illinois)
Robinson je grad u američkoj saveznoj državi Ilinois. Prema popisu stanovništva iz 2010. u njemu je živjelo 7.713 stanovnika.